# Patrick Park
Patrick Park (1 de janeiro de 1977, Morrison, Colorado) é um cantor, compositor e guitarrista estadunidense.

## Biografia
Park cresceu na cidade de Morrison no estado americano do Colorado. Muito cedo ele foi apresentado ao meio artístico: sua mãe era uma poetisa e seu pai era um médico que adorava música folk e blues, e com essa influência, Park começou a escrever suas primeiras músicas antes de completar 10 anos de idade e chegou a integrar uma banda na escola. A partir dai Park começou a correr atrás do sonho de ser cantor.
Ele se mudou para Nova Iorque para tentar a sorte na música mas depois de oito meses resolveu se mudar para Los Angeles onde trabalhou em diversos empregos. Em 2000, Park finalizou sua primeira fita demo e depois gravou tudo na casa de um amigo de sua namorada, já que ele não tinha dinheiro para comprar tempo num estúdio.

### Carreira Profissional
Ainda em 2000, Park conheceu Dave Trumfio (produtor das bandas Wilco e Earlimart) e juntos os dois escreveram e gravaram o primeiro álbum de estúdio no verão de 2002. Park então passou a abrir shows para Julia Fordham, Gomez e Richard Buckner.
Em 2003, Park assinou com a Hollywood Records para lançar seu primeiro EP intitulado Under the Unminding Skies, que foi lançado em fevereiro seguido logo pelo primeiro álbum de estúdio oficial, Loneliness Knows My Name, que saiu no final de 2003. Ambos fracassaram nas vendas e Patrick Park culpou a gravadora e então decidiu ir para a Curb Appeal Records. Em 2007, Park lançou Everyone's in Everyone, seu segundo álbum de estúdio, e depois saiu em turne pelos EUA.
Desse álbum, a música "Life Is a Song" ganhou certa notoriedade, tocando no episódio final da série The O.C.(Fox).

## Discografia
- Basement Tapes EP (2000)
- Under the Unminding Skies EP (2003)
- Rarities EP (2003)
- Patrick Park EP (2003)
- Loneliness Knows My Name (2003)
- Monday Nights at Spaceland Live LP (2006)
- Everyone's in Everyone (2007)
- StickBirdSongs EP (2007)
- Songs of Peace - Songs of Protest EP (2007)
- Come What Will (2010)
- We Fall out of Touch EP (2013)
- Love Like Swords (2014)
- Here/Gone (2019)